# ¡Viva la Cobra!
¡Viva la Cobra! – drugi album amerykańskiego zespołu Cobra Starship, wydany 23 października 2007 roku. Singlami do tego albumu zostały takie hity jak: "The City Is at War", "Guilty Pleasure" oraz "Kiss My Sass". Płyta uplasowała się na 80 miejscu w U.S. Billboard 200, 19 w U.S. Billboard Top Modern Rock oraz 82 w U.S. Billboard Comprehensive Albums.

## Lista utworów
1. "The City Is at War" – 2:51
2. "Guilty Pleasure" – 3:22
3. "One Day, Robots Will Cry" – 3:40
4. "Kiss My Sass" (featuring Travis McCoy) – 3:41
5. "Damn You Look Good and I'm Drunk (Scandalous)" (featuring V.I.P. Party Boys) – 3:51
6. "The World Has Its Shine (But I Would Drop It on a Dime)" – 3:25
7. "Smile for the Paparazzi" – 3:21
8. "Angie" – 3:54
9. "Prostitution Is the World's Oldest Profession (And I, Dear Madame, Am a Professional)" – 2:38
10. "My Moves Are White (White Hot, That Is)" – 3:55
11. "Pleasure Ryland" – 2:17
12. "Three Times a Lady" – 2:44 – bonus iTunes